# گاسکوین
گاسکوین (به انگلیسی: Gascoyne) یکی از نه ناحیه ایالت استرالیای غربی در کشور استرالیاست که در شمال غربی این ایالت واقع شده است. این ناحیه ۱۳۸٬۰۰۰ کیلومتر مربع مساحت دارد و با اقیانوس هند ۶۰۰۰ کیلومتر خط ساحلی مشترک دارد. این ناحیه کمترین جمعیت و کمترین تراکم جمعیت را به نسبت سایر ناحیه‌های استرالیای غربی داراست و تنها ۱۴٬۵۰۰ نفر را در خود جای داده است. این منطقه از آب و هوای نسبتاً خشک بهره می‌برد و میانگین دمای روزانه آن ۲۲ درجه سانتیگراد است.